# 奥斯特豪森-维尔弗斯豪森
奥斯特豪森-维尔弗斯豪森（德語：Osthausen-Wülfershausen）是德国图林根州的市镇，隶属于伊尔姆县。总面积为14.75平方千米，截至2023年12月31日总人口为519人。